# رأس عين الرحامنة
 رأس عين الرحامنة (بالإنجليزية: RAS AIN RHAMNA)‏ هي جماعة قروية تابعة لإقليم الرحامنة ضمن جهة مراكش أسفي بالمغرب. بلغ مجموع عدد سكان  رأس عين الرحامنة حسب إحصاءات 2004 حوالي 12924 نسمة من بينهم 1 أجنبي يعيشون في 2062 أسرة.

## إحصاء عام
| السنة | عدد السكان | عدد الأسر | عدد الأجانب |
| ----- | ---------- | --------- | ----------- |
| 1994  | 11680      | 1644      | °°°°        |
| 2004  | 12924      | 2062      | 1           |